# Конструкторское бюро точного машиностроения

Макет зенитного ракетного комплекса «Сосна» на выставке МАКС-2011

АО «Конструкторское бюро точного машиностроения им. А. Э. Нудельмана» — российское проектно-конструкторское бюро в области создания систем и комплексов вооружения и военной техники для Вооружённых Сил, в том числе высокоточного оружия. Расположено в г. Москва. Предприятие создано в 1934 году как конструкторское бюро Наркомата тяжелой промышленности, получившее несколько позднее наименование ОКБ-16. Входил в холдинговую компанию НПО «Высокоточные комплексы», государственной корпорации «Ростех». С 2020 года — в составе концерна ВКО «Алмаз-Антей».

## Продукция
- Авиационные автоматические пушки
  - НС-37 (1941) для ЛаГГ-3, Як-9Т и Ил-2
  - НС-23 (1943) для Ил-10, МиГ-9, МиГ-15 и Як-15
  - НР-23 (1947) для Ла-15, Ил-28, МиГ-15бис, Ту-4, Ту-14, Як-23, МиГ-17 и Ил-10М
  - Н-37 (1944) для МиГ-9, МиГ-15, МиГ-15бис, МиГ-17 и Як-25
  - НР-30 (1950) для МиГ-19, Су-7б и Су-17М
  - НС-45 (1943) для Як-9К
  - Р-23 для Ту-22.
- Реактивные снаряды семейств С-5, С-8, С-25 (создавалось все в ОКБ-16 в присутствии А. Э. Нудельмана), они использовались на боевых самолётах СССР всех классов.
- Оружие поддержки войск
  - Гранатомёт АГС-17 «Пламя», морская АГС-17М и авиационного АГ-17А модификации
- противотанковые ракетные комплексы и танковое вооружение
  - самоходный противотанковый радиоуправляемый ракетный комплекс 2К8 «Фаланга» и его модификации морского и вертолётного базирования
  - Кобра — комплекс управляемого вооружения танка и его модификации КУВ «Зенит» и «Агона».
- Корабельные артиллерийские установки
  - 25-мм спаренное универсальное орудие 2М-3
  - ЗАК «Палаш» — зенитный артиллерийский комплекс
- Переносной лазерный прибор оптико-электронного противодействия (ПАПВ)
- Зенитные ракетные комплексы
  - Самоходный ЗРК ближнего рубежа «Стрела-1» и его модификации;
  - ЗРК ближнего рубежа на гусеничном шасси «Стрела-10»
  - Модернизация ЗРК «Стрела-10М», «Стрела-10М2», «Стрела-10М3» («Китобой»), «Стрела-10М4»
  - Мобильный ЗРК «Сосна», «Сосна-А», «Сосна-РА», зенитная управляемая ракета (ЗУР) 9М337 «Сосна-Р»
  - ЗРАК 3М89Э «Пальма» — морской автоматизированный зенитный ракетно-артиллерийский комплекс ближнего рубежа обороны с ЗУР 9М337 «Сосна-Р», «Пальма СУ» — автоматизированная оптико-электронная система управления артиллерийскими установками малого и среднего калибра ВМФ и СВ, модуль ОЭСУ «Шар»

## Санкции
16 декабря 2022 года бюро внесено в санкционные списки стран Евросоюза, как производитель продукции военного назначения ( «Стрела-10» и «Сосна-Р») которое использовалась во время войны России против Украины. 23 февраля 2023 года бюро внесено в санкционный список Канады «против 50 организаций вовлеченных в оборонную промышленность России». 19 мая 2023 года бюро внесено в санкционный список США «за связь с активизацией усилий России по разработке оружия и связанных с ним систем». По аналогичным основаниям бюро внесено в санкционный список Японии, Австралии, Украины и Швейцарии.

## Известные сотрудники
- Нудельман, Александр Эммануилович, Главный конструктор ОКБ-16.
- Суранов, Александр Степанович, конструктор, главный разработчик авиационных пушек НС-23, НС-37 и НС-45.